# 尖针壳炱
尖针壳炱（学名：Irenopsis aciculosa）是属于小煤炱目小煤炱科针壳炱属的一种真菌，寄生在黄花稔属植物上。该种分布于中国、巴拿马、牙买加、多米尼加、印度尼西亚、古巴、加纳、刚果、波多黎各、哥伦比亚、塞拉利昂等地。